# Riad
Riad (în arabă الرياض, Ar Riyadh [ar.rijaːdˤ], "grădini") este capitala și cel mai mare oraș din Arabia Saudită,  situat pe un platou mare în centru Peninsulei Arabice, regiunea Najd și provincia Riyadh. Are o suprafață de 1.554 km², iar populația sa este de 7.676.654, conform recensământului din 2017. 
Orașul se ridică pe axa centrală de dezvoltare a Arabiei Saudite, împreună cu orașele Buráida și Al-Kharj, tot în regiunea centrală. Celelalte zone în care populația este concentrată sunt două regiuni de coastă: Marea Roșie în jurul Jeddah și Mecca, și Golful Persic în jurul Al-Hufuf și Dhahran. 
Orașul este împărțit în 17 districte sub controlul Consiliului municipal al orașului Riyadh și al Autorității pentru Dezvoltare din Riyadh, conduse de guvernatorul provincial al orașului. 
În ciuda faptului că se află într-o regiune extrem de aridă, orașul primește precipitații ocazionale. Există cinci baraje care dețin apa de ploaie, precum și 96 de puțuri și 467 km de conducte care transportă cantități mari de apă din instalațiile de desalinizare din Golful Persic. 

## Istorie
În timpurile pre-islamice, locul se numea Hajar. Acest vechi sit era situat la confluența câtorva râuri (acum ueduri sau râuri intermitente), în special Hanifa Uadi și Batha Uadi, și chiar astăzi situl are o mulțime de ape subterane. În trecut, orașul era faimos pentru curmalii și livezile sale. Dealtfel, numele Riyadh derivă tocmai din pluralul cuvântului arab roud (grădină). Numele modern al orașului s-a aplicat mai întâi doar acelor părți în care predomina livada. Treptat, întreaga așezare s-a dezvoltat mult în secolul al XVIII-lea, pe când Hajar era deja în ruină din cauza conflictelor locale. 
În 1773, a fost ocupată de Al Saud din Al-Diriyya și a făcut parte din Primul stat saudit. După înfrângerea lui Diriyya în 1818 de către turci (de fapt, de către egipteni), capitala a fost transferată la Riad de către Turki ibn Abd-Allah în 1823, care a recuperat regiunea Al- Kharj. Există încă câteva rămășițe din Diriyya, un oraș format din cărămizi de lut. Din 1840, saudiții luptă cu unele atacuri otomane din Hijaz. În 1865, odată cu moartea lui Faisal ibn Turki, au izbucnit conflicte familiale, ceea ce a dus la ocuparea lui Al-Riyadh de către Al Rashid din Jabal Shammar . 
În 1902, Abd-al-Aziz ibn Saud a pus mâna pe oraș, eliminând ultimul guvernator Al Rashid.           Mai târziu, a fost înființat regatul modern al Arabiei Saudite, în 1932, Riyadh devenind capitala națiunii. Totuși, capitala diplomatică nu s-a mutat până în 1982 (din Jeddah ). Orașul a avut recent creșteri extraordinare ale populației, un indicator al calității slabe a dezvoltării sale încă din anii '70 . 

## Populatie
- 1862 - 7.500
- 1935 - 30.000
- 1960 - 150.000
- 1970 - 370.000
- 1972 - 500.000
- 1974 - 650.000
- 1988 - 1.500.000
- 1990 - 2.000.000
- 1997 - 2.800.000
- 2008 - 6.400.000
- 2020 - 8.900.000 (estimare)

## Locuri de interes
Clădirile notabile din oraș sunt clădirile Al-Faisalia și Al-Mamlaka (cele mai înalte structuri din Arabia Saudită, cu 267 m, respectiv 302 m). Aeroportul King Khalid, Stadionul King Fahd, Palatul Al -Masmak, Sahah Al-Hukom și Qasr Al-Hukm, Muzeul Național al Arabiei Saudite și Muzeul Forțelor Aeriene Regale Saudite . 